# Арауканци
Арауканци (познати и као Мапуче) су један од најбројнијих индијанских народа Америке. Дуго су водили ратове против шпанских освајача (видети Араукански ратови, 1536-1882). Има их укупно 998.000, од чега 933.000 у Чилеу и 64.000 у Аргентини. Говоре језицима мапуче, хуиличе, пехуенче, пикунче, итд, који припадају андско-екваторијалној групи америндијанске породице језика. По вери претежно поштују традиционална веровања, а делом су и католици.